# Robert Dumontois
Robert Dumontois, född 6 augusti 1941 i Lyon, död 15 juni 2022, var en fransk roddare.
Dumontois blev olympisk silvermedaljör i fyra med styrman vid sommarspelen 1960 i Rom.